# Nhulunbuy
Nhulunbuy est une ville du Territoire du Nord, en Australie.

## Géographie
Nhulunbuy se situe à 650 km à l'ouest de la capitale Darwin, dans la péninsule de Gove, dans la région de la terre d'Arnhem. La ville a un climat tropical de savane (Köppen : Aw) avec une saison humide  entre décembre et mai et une saison sèche entre juin et novembre. La pluviométrie est modérément élevée (1 293,2 mm par an), mais elle est principalement concentrée en été austral. La température la plus faible est de 14,0 °C le 9 août 1976. La température la plus élevée enregistrée a été 37,8 °C le 23 octobre 1982. Le relevé météorologique n'enregistrait qu'entre 1975 et 2018.
| Mois                                            | jan.  | fév.  | mars | avril | mai  | juin | jui. | août | sep. | oct. | nov. | déc.  | année   |
| ----------------------------------------------- | ----- | ----- | ---- | ----- | ---- | ---- | ---- | ---- | ---- | ---- | ---- | ----- | ------- |
| Température minimale moyenne (°C)               | 25,5  | 25,2  | 24,9 | 24    | 23,2 | 21,5 | 20,5 | 19,9 | 21,1 | 22,9 | 25,1 | 25,9  | 23,3    |
| Température maximale moyenne (°C)               | 32    | 31,7  | 31,5 | 31,5  | 30,8 | 29,5 | 28,6 | 29   | 29,8 | 30,9 | 31,9 | 32,4  | 30,8    |
| Record de froid (°C)                            | 20,5  | 22    | 17,3 | 20,5  | 17,3 | 15,5 | 14,6 | 14   | 16,3 | 15,1 | 20   | 21,2  | 14      |
| Record de chaleur (°C)                          | 35,7  | 35,6  | 35,7 | 35,6  | 34   | 32,3 | 31,2 | 33,4 | 34,6 | 37,8 | 37,3 | 35,3  | 37,8    |
| Précipitations (mm)                             | 235,9 | 229,1 | 269  | 232,3 | 78,6 | 20   | 12,7 | 4,3  | 5    | 10   | 29,8 | 186,4 | 1 293,2 |
| dont nombre de jours avec précipitations ≥ 1 mm | 11,8  | 11,5  | 12,2 | 9,3   | 6,3  | 4,5  | 2,4  | 1,2  | 0,5  | 1    | 2,4  | 7,2   | 70,3    |
| Humidité relative (%)                           | 72    | 73    | 73   | 68    | 65   | 61   | 61   | 61   | 61   | 62   | 66   | 69    | 66      |

## Personnalités
- Gulumbu Yunupingu (1945 - 2012 à Nhulunbuy), artiste aborigène.
- Alistair Donohoe (né en 1995 à Nhulunbuy), coureur cycliste et paracycliste.